# Karel Wilhelm Rauh
Karel Wilhelm Rauh (Amersfoort, 21 augustus 1873 - 's-Gravenhage, 30 december 1956) was een officier in het Koninklijk Nederlandsch-Indisch Leger. In 1899 werd hij benoemd tot Ridder der 4 klasse in de Militaire Willems-Orde.

## Nederlands-Indië

KNIL Cavelerie uit de periode dat Rauh actief was in Nederlands-Indië

Rauh startte in 1888 aan de Koninklijke Militaire Academie in Breda welke hij in 1893 met succes afrondde als tweede luitenant In 1898 werd eerste luitenant Rauh overgeplaatst naar Kota Radja, Atjeh. Als commandant van een peloton cavalerie nam hij deel aan de Pedir-expeditie onder leiding van kolonel J.B. van Heutsz. Tijdens de terugmars van Tiro Teungkoe naar Segli kwam de colonne met infanterie, marechaussee en cavalerie onder vuur. Een charges van de cavalerie op de terugtrekkende aanvallers zorgde voor meer doden aan Indische zijde. Ook waardevol waren de moderne beaumontgeweren die bij deze charges weer in Nederlandse handen kwamen. Voor deze actie kreeg hij later de Militaire Willems-Orde toegekend. Omstreeks 1 oktober stak de expeditie een gevaarlijke rivier over, de Kroengkoekoes. Een wachtmeester, cavalerist en een paard kwamen te verdrinken. Rauh werd ternauwernood van de verdrinkingsdood gered.
Na de expeditie bleef eerste luitenant Rauh actief in het gebied. Begin 1899 liep een patrouille nabij Tamseh in een hinderlaag. Vanuit de bergtoppen werd er op de KNIL militairen gevuurd. Rauh, die te voet vrijwillig mee was gegaan met deze patrouille, kreeg een schot door zijn helm. Om de aanval te stoppen probeerden luitenants Rauh en L.P. Makkink de steile hellingen te beklimmen, maar werden tegengehouden door stenen die naar beneden gerold werden. Hierop besloot kapitein A.W. Gijsberti Hodenpijl de patrouille terug te trekken. Rauh nam ook deel aan de expiditie naar de noord-oostkust van Atjeh. Ook hier voerde hij succesvolle charges uit tegen Indische tegenstanders. Tijdens een van die charges vanaf een heuvel werden een negental tegenstanders gewapend met geweren en klewangs gedood. Aan Nederlandse zijde werden er drie paarden verwond en één wachtmeester ernstig verwond. Voor deze periode kreeg Rauh een Eervolle Vermelding in het dagorder. Na de expedities in Atjeh werd Rauh als bij de Staf van het Regiment Cavalerie gevoegd, als luitenant-adjudant van de commandant, luitenant-kolonel J.A.W. Oxenaar.
In 1901 werd eerste luitenant Rauh in Nederland gedetacheerd bij het Regiment Grenadiers en Jagers voor de examens van de Hogere Krijgsschool. Voor het tweede leerjaar werd hij gedetacheerd bij het 1e Regiment Veldartillerie. Hij woonde oefeningen bij van verschillende regimenten en korpsen. Gedurende de opleiding werd hij ziek, hierdoor moest hij het derde leerjaar overdoen. In 1906 rondde hij de opleiding af en werd hij bevorderd tot ritmeester waarna hij terugkeerde naar Nederlands-Indië.
Aangekomen in Nederlands-Indië werd ritmeester Rauh na een korte periode in Salatiga werd hij gedetacheerd bij het Hoofdbureau van de Generale Staf in Batavia. Onder kolonel J.N.C. baron van Heerdt was Rauh Chef van de Staf van de Eerste militaire afdeeling op Java. Na opnieuw een kort verlof in Nederland hield, inmiddels majoor, Rauh zich bezig met militaire oefeningen met de cavalerie. Per 2 oktober 1919 werd majoor Rauh eervol ontslagen wegens volbrachte diensttijd.

## Persoonlijk
Karel Wilhelm Rauh werd op 21 augustus 1873 geboren in Amersfoort. Zijn ouders waren Fréderic Rauh en Teunigje Gort. Vader was gymleraar op de HBS. Gedurende zijn carrière bij de cavalerie was Rauh een begenadigd ruiter. Buiten zijn militaire verplichtingen deed hij ook mee aan wedstrijden, rensport en springen.
In 1896 trouwde Rauh met Eveline Ham (1869-1957). Uit dit huwelijk kwamen twee dochters, Maria Carolina (1900) en Louise Frederika (1901).
Na zijn militair pensioen in 1919 was Rauh werkzaam bij de Deli Planters Vereniging in Semarang. Bij de DPV in Semarang was Rauh Chef der vrije emigratie. Hierbij was hij, onder andere, verantwoordelijk voor het aanwerven van nieuwe werknemers. Op 1 januari 1929 legde Rauh zijn functie, Chef van het Administratiekantoor van de DPV, neer. Niet veel later, op 4 januari, vertrok hij voor de laatste keer naar Nederland.

## Onderscheidingen
- Ridder der 4e klasse in de Militaire Willems-Orde[16]
- Ereteken voor Belangrijke Krijgsbedrijven met batons: "Eervolle Vermelding", "Atjeh 1896-1900"[16]
- Onderscheidingsteken voor Langdurige Dienst als officier "XX"[16]